# Мжаванадзе, Галина Дмитриевна
Галина Дмитриевна Мжаванадзе (1907, Гурийский уезд, Кутаисская губерния, Российская империя — неизвестно, Махарадзевский район, Грузинская ССР) — колхозница колхоза имени Молотова Махарадзевского района, Грузинская ССР. Герой Социалистического Труда (1951).

## Биография
Родилась в 1906 году в крестьянской семье в одном из сельских населённых пунктов Гурийского уезда. С раннего возраста трудилась в сельском хозяйстве. В послевоенные годы — рядовая колхозница на чайной плантации колхоза имени Молотова Махарадзевского района.
В 1950 году собрала 6379 килограммов сортового чайного листа на площади 0,5 гектара. Указом Президиума Верховного Совета СССР от 1 сентября 1951 года удостоена звания Героя Социалистического Труда за «получение в 1950 году высоких урожаев сортового зелёного чайного листа и винограда» с вручением ордена Ленина и золотой медали «Серп и Молот» (№ 6147).
Этим же Указом званием Героя Социалистического Труда были награждены четыре труженицы колхоза имени Молотова колхозницы Нина Тимофеевна Гагуа, Нина Владимировна Начкебия, Шура Илларионовна Цикаридзе и Кетеван Онуфриевна Цитайшвили.
После выхода на пенсию проживала в Махарадзевского района. С 1969 года — персональный пенсионер союзного значения. Дата смерти не установлена.